# ゴードン・フィー
ゴードン・フィー（Gordon Fee,1934年5月23日 - 2022年10月25日）は、アメリカ合衆国の新約聖書の学者。

## 経歴
フィーは1934年にオレゴン州のアシュランドに生まれた。両親はドナルド・ホラス・フィー（Donald Horace Fee、1907年 - 1999年）とグラシー・アイリーン・ジェイコブソン（Gracy Irene Jacobson、1906年 - 1973年）である。彼には姉のドナ・マエがいる。 父はアッセンブリーの牧師である。
フィーは神学士と神学修士をシアトルパシフィック大学で取得し、神学博士号を南カリフォルニア大学で取得した。
イリノイ州のホイートン大学で短期間で教えた後、マサチューセッツ州サウス・ハミルトンのゴードン・コンウェル神学校で1986年まで教えた。その後で、カナダのバンクーバーのリージェント・カレッジ（en:Regent College）に異動し、そこで名誉教授を務めている。国際クリスチャン研究所の顧問でもある。

## 業績

### 聖書学
フィーは聖霊論と新約聖書の本文批評の専門家である。新約釈義の本の著者である。1990年代、F・F・ブルースの後をついで、有名な福音的注解書シリーズ、New International Commentary on the New Testamentの編集者になった。
ゴードン・フィーはシナイ写本のヨハネ1章1節－8章38節の部分と他の部分を発見した。この福音書はアレクサンドリア・テキスト型（en:Alexandrian text-type）ではなく、西方型（en:Western text-type）を表す。
フィーは新国際訳聖書（en:New International Version、NIV）を翻訳したCBT（聖書翻訳委員会Committee on Bible Translation）のメンバーである。現在は、今日の国際訳聖書（Today's New International Version、TNIV）である。

### フェミニズム
彼はまた、家庭とミニストリーの両方において聖書の職業の男女の完全な平等を信じる福音的クリスチャンのグループ 聖書的な質のためのクリスチャンen:Christians for Biblical Equality" ボード・オブ・リファレンスのメンバーである。
彼は、また、 キリスト教万人平等en:Christian egalitarianの主要な本『Discovering Biblical Equality: Complementarity without hierarchy（聖書的平等の発見：階級性なしの捕捉）』 (2004)の編集に貢献した。 
彼の、上述の注解書は首尾一貫して、脚注の中に「男（men）」を「男と女（men and women）」に翻訳している.

### 教職
フィーはアッセンブリーズ・オブ・ゴッド (AG)の牧師に任職されており、時々、自分自身をペンテコステ派と称している。 しかしながら、ＡＧの原理主義的なペンテコステ派の教義に対しては反対の記事を書いてきた。 フィーは繁栄の福音（prosperity gospel）に対して強く反対する者である。

## 著書
- 永田竹司訳『新約聖書の釈義（New Testament Exegesis,1983）』教文館、1998年